# Enrique Bushell
Enrique Bushell y Laussat (Alicante, 17 de septiembre de 1838-Hellín, 12 de mayo de 1908) fue un comerciante y político español. Miembro de una familia de comerciantes de origen francés e inglés, de 1870 a 1880 se dedicó a la exportación de vino y esparto, así como la explotación de sus tierras de Hellín, provincia de Albacete. Hizo una gran fortuna, lo que le permitió en 1877 ser presidente de la Liga de Contribuyentes de Alicante, donde fue uno de los fundadores de la Caja de Ahorros de Alicante y del Casino, del que fue presidente desde 1880 a 1883. También colaboró en el diario El Día de Madrid, fue agente de varias empresas ferroviarias y mineras y representante oficial en España de Rio Tinto Company Limited de Huelva entre 1889 y 1896.
Miembro del Partido Liberal en la Restauración, fue elegido diputado al Congreso por el distrito electoral de Pego en las elecciones generales de 1881 y 1886. En 1890 se adscribe al Partido Conservador, dentro de la facción del duque de Tetuán, formación con la que fue elegido diputado por Pego en las elecciones generales de 1891 y por Valverde del Camino (provincia de Huelva) en las elecciones generales de 1893. Experto en temas presupuestarios, intervino siempre en los debates de los presupuestos, las leyes fiscales y los tratados comerciales. Posteriormente fue senador por la provincia de Castellón entre 1896 y 1907.
Enrique era hermano del pintor Francisco Bushell y Laussat. 